# Нуристански езици
Нуристанските езици е част от група езици, клон на индоевропейските езици.
В езиковата култура не са били известни до 19 век. Общият брой на говорещите е около 30 000 души, основно са разпространени в провинция Нуристан в Източен Афганистан и около северната граница между Афганистан и Пакистан.

## Езици
Нуристанските езици включват:
- кати – 18 700 души
- вайгали – 1500 души
- ашкун – 1200 души
- прасун – 1000 души
- трегами – 1000 души